# Ignacio Molarja
Ignacio Molarja o conocido por los diccionarios jesuitas como Ignacio Molarsa (Cagliari, Cerdeña, Italia, 1610 – Tecoripa, Sonora, México, 24 de noviembre de 1658) fue un explorador y misionero jesuita perteneciente a la Compañía de Jesús de la Provincia de Nueva España. Su apellido varía según los diversos de los escritos biográficos sobre él, variando entre "Molar Ja", "Molarja", "Molargia", "Molarsa", y "Molarza". Molarja inició sus estudios católicos en 1635 y en 1644 llegó al noroeste de Nueva España con la ocupación de explorador, misionero y evangelizador, fundó varias misiones asentadas en la sierra de lo que hoy es el Estado de Sonora, y falleció en 1658 en la actual Tecoripa, Municipio de La Colorada, Sonora, debido a problemas de salud.

## Vida como misionero

### Inicios y llegada a la Nueva España
Ingresó a los 25 años a la compañía de Jesús de su provincia natal en el año de 1635, comenzando a profesar el 3 de julio de 1644, ese año inició su viaje junto a Felipe Esgrecho como misionero en la Nueva España, hoy México, explorando la zona del Estado de Occidente o también llamado Sonora y Sinaloa, evangelizando primeramente a la etnia de los ópatas trabajando para el rectorado de San Francisco de Borja, siendo este pueblo etnio catequizado anteriormente por los franciscanos. En 1646 fundó la misión jesuítica de Nuestra Señora de la Asunción de Arizpe así como también el pueblo de visita de San Ignacio de Sinoquipe, entonces el padre provisional Pedro de Velasco envío a Molarja, Juan Uter, y Francisco Maluenda a seguir con las misiones, otorgándole a Molarja los pueblos que quedaron del Valle de Sonora que eran Arizpe, Chinapa, y Vacobuchi. 
Después de la muerte del padre Francisco Oliñano en 1647, el misionero Baltasar Xavier Loaisa debía tomar el cargo de todas las misiones antes dirigidas por Olidaño, pero como el territorio de las misiones era extenso, sólo se hizo cargo de las asentadas al lado este del río Yaqui ocupándose sólo de Ónavas y Tecoripa, fue entonces cuando Molarja por orden del visitador Pedro Pantoja, se hizo cargo de las misiones ubicadas al oeste del río, siendo las de Rebeico, Soyopa y Suaqui.

### Conflicto con los pimas altos
En el año de 1649, el padre Molarja recibió una sublevación en contra por parte del pueblo indígena de los pimas altos y ópatas en Cuchibacoachi, por lo cual tuvo pedir una solicitud al capitán Simón Lazo de la Vega y acompañado de los padres Pedro Pantoja y Jerónimo de la Canal (este último quien le había ayudado con la fundación de la misión de Arizpe) tomaron las medidas de represión necesarias en contra del pueblo pima, lográndolos dominar de manera efectiva.

### Retiro de la misión de Arizpe y amenaza de muerte
En 1651 Molarja dejó la misión de Arizpe y sustituyó en la misión de Cumuripa al padre Juan de Mendoza, quedándose aún en las de Tecoripa y Suaqui. En 1653 junto al criollo Jerónimo de la Canal llegaron al pueblo de Cucubarunich, lugar en el cual un indígena pima los mandó a matar a entrambos, pero sin ningún resultado ya que había pimas del lado de los jesuitas en defensa. Ese mismo año, Molarja se reintegró a la compañía de Jesús de su natal Italia de la cual estaba un poco alejado, y a los meses se convirtió en el sucesor del padre Francisco París en la misión de Ures.  Dos años después en 1655 regresó a Arizpe junto con De la Canal, recibiendo una carta desde Roma, escrita por el padre general Gosvino Nickel el 24 de enero y recibida por manos del padre provisional Juan del Real a mediados del mismo año, la cual tenía el manuscrito: 

"Y en el noviciado de Tepotzotlán, después del trienio del padre Oracio Carochi, si el padre Ignacio de Molarja, a quien señalé por rector y maestro de novicios, estuviera impedido, sea entonces el padre Pedro de Valencia. Con ésta van las patentes de sus oficios"
Gosvino Nickel

Explicando que Molarja fue llamado a seguir con la misión de Tepotzotlán después del retiro del padre Oracio Carochi, pero si por algún motivo Molarja no podía cumplir con ello, el sustituto que tomaría su lugar sería Pedro de Valencia, lo cual sucedió.

### Cambio a Cumuripa y fallecimiento
En 1658, Ignacio Molarja se hizo cargo de las misiones del pueblo de Cumuripa, siguiendo con las de Suaqui y Tecoripa, los cuales seguían perteneciendo a la misión general de San Francisco de Borja. Aun teniendo a hechiceros en su contra, el padre comenzó a trabajar con los niños indios para cantar las oraciones e implorar la divina clemencia, consiguiendo copiosas lluvias, lo cual hacía mucha falta. Ese año, el padre Molarja comenzó con múltiples problemas de salud, quedando en cama varias semanas en Tecoripa, hasta que el 24 de noviembre de 1658 falleció en este pueblo, mismo lugar donde fue sepultado, haciéndose cargo de sus misiones el padre Prudencio Mesa, quien estaba de visita en el Estado de Occidente. Un año después, el padre Gosvino Nickel escribió y envió otra carta ahora al misionero Alonso Bonifacio desde Roma diciendo:

"Escrita ésta, se han conseguido las indulgencias que verá V.R. para los congregantes de San Francisco Javier; y un altar privilegiado que ha pedido el padre Ignacio Molarja: daráselo o remitiráselo V.R."
Gosvino Nickel

Informando que se le diera y construyera un altar al misionero fallecido.